# Z som i Zafir
Z som i Zafir är det femtonde Spirou-albumet i serien men det är utgivet som nummer 2 i Sverige. I detta album introduceras Zafir (Zorglub i original), en vetenskapsman och gammal bekant till Greve de Champignac som uppfunnit en speciell stråle med vilken han kan ta bort människornas vilja och erövra världen.